# 11-й батальйон територіальної оборони «Отаман»
11-й батальйон територіальної оборони «Отаман» (11 БТрО «Отаман») — незаконне збройне формування 2-го армійського корпусу РФ. Формально знаходиться у підпорядкуванні організації ЛНР. В Україні визнане як незаконне.

## Опис
Розташований на території м. Луганськ. Командиром бандформування тривалий час був підполковник Михайло Кищик, більш відомий як «Міша Чечен». Підрозділ неодноразово звинувачували у мародерстві на тих територіях, які займав батальйон. А у 2016 році, коли ситуація на Донбасі була відносно стабільною, російська «Нова газета» у своєму розслідуванні називала підполковника Кищика одним із організаторів сірих схем із постачання контрабанди через лінію зіткнення. Кищик був ліквідований в ході боїв біля Кремінної 18 квітня 2022 року.